# Le dottoresse
Le dottoresse (Doctor's Daughters) è una serie televisiva britannica in 6 episodi trasmessi per la prima volta nel corso di una sola stagione nel 1981.
È una sitcom del genere medico incentrata sulle vicende del personale di un ospedale di Mitrebury, in Inghilterra, scombussalato dall'arrivo di due avvenenti dottoresse, Fay Liston e Lucy Drake.

## Personaggi e interpreti
- Dottoressa Fay Liston (6 episodi, 1981), interpretata da Victoria Burgoyne.
- Dottoressa Lucy Drake (5 episodi, 1981), interpretata da Lesley Duff.
- Liz Arkdale (6 episodi, 1981), interpretata da Bridget Armstrong.
- Mr. Windows (5 episodi, 1981), interpretato da Norman Chappell.
- Dottor Freddie Fellows-Smith (5 episodi, 1981), interpretato da Bill Fraser.
- Dottor 'Biggin' Hill (5 episodi, 1981), interpretato da Richard Murdoch.
- Dottor Roland Carmichael (5 episodi, 1981), interpretato da Jack Watling.

## Produzione
La serie fu prodotta da Associated Television.

### Registi
Tra i registi sono accreditati:
- Stuart Allen in 5 episodi (1981)

### Sceneggiatori
Tra gli sceneggiatori sono accreditati:
- Richard Gordon in 5 episodi (1981)
- Ralph Thomas in 5 episodi (1981)

## Distribuzione
La serie fu trasmessa nel Regno Unito dal 22 febbraio 1981 al 29 marzo 1981 sulla rete televisiva Independent Television. In Italia è stata trasmessa con il titolo Le dottoresse. È stata distribuita anche in Finlandia con il titolo Tohtorin tyttäret.

## Episodi
| Stagione       | Episodi | Prima TV Regno Unito |
| -------------- | ------- | -------------------- |
| Prima stagione | 6       | 1981                 |